# 生産環境経営学部
生産環境経営学部（せいさんかんきょうけいえいがくぶ、英語：School of Agricultural Production and Management）は、大学に設置される学部の一つ。生産環境経営学に関する教育研究を実施する組織である。

## 概要
生産環境経営学部は、大学において生産環境経営学に関する教育、研究を行う学部である。
英語での名称については、「School of Agricultural Production and Management」とされることが多い。たとえば、静岡県立農林環境専門職大学の生産環境経営学部は「Faculty of Agricultural Production and Management」と称している。

## 教授される内容
日本で初めて生産環境経営学部を設置した静岡県立農林環境専門職大学では「農林業の基礎となる『生産』の知識や技術と、栽培、林業、畜産の各分野の経営に必須となる『経営』の理論を学ぶことにより、農林業を成長産業として発展させ、さらに本学において『環境』で表現する『農林業の営みを通じて形成される農山村地域の環境』について学ぶ」としている。

## 設置する専門職大学
- 静岡県立農林環境専門職大学[2]

## 生産環境経営学科を設置する専門職大学・学部
- 静岡県立農林環境専門職大学 生産環境経営学部[2]

## 類似する名称の学科を設置する大学・学部
- タイソラリン教育大学 教育学部 生産環境経営科学科